# Elbe (fleuve)
Pour les articles homonymes, voir Elbe.
 (juillet 2023).
Si vous disposez d'ouvrages ou d'articles de référence ou si vous connaissez des sites web de qualité traitant du thème abordé ici, merci de compléter l'article en donnant les références utiles à sa vérifiabilité et en les liant à la section « Notes et références ».
 (juillet 2023).
L'Elbe (allemand Elbe, /ˈɛlbə/,,, ? Écouter [Fiche], tchèque Labe, sorabe Łobjo) est un fleuve d'Europe centrale qui prend sa source en Tchéquie dans les monts des Géants et, après un parcours situé en majeure partie en Allemagne, se jette dans la mer du Nord par un long estuaire d'une centaine de kilomètres sur lequel se trouve Hambourg, premier port d'Allemagne. La longueur de ce fleuve est de 1 091 kilomètres.

## Étymologie
Les appellations allemande et tchèque ont la même origine : dans l’Antiquité, les Grecs, les Celtes et les Romains nommaient le fleuve Albis, tandis que les Germains l’appelaient Albia. Ce nom a probablement une étymologie identique à elfr, mot en vieux norrois signifiant « fleuve », qui a donné elfur en islandais, älv en suédois et elv en norvégien.
Ce nom pourrait signifier originellement « l'eau blanche », comme le nom de rivière gaulois Albis (actuelle Aube) par opposition à Dubis « l'eau noire » (actuel Doubs), car il remonte probablement à l'adjectif indo-européen *h₂elbʰ-o- « blanc » et est ainsi apparenté au latin albus « blanc ».

## Géographie
L’Elbe est le quatorzième fleuve d’Europe et fait partie des 200 plus grands fleuves de la planète. Si on retient l’hypothèse que sa source est en fait celle de la Vltava (à la confluence, cet affluent a un débit plus important), sa longueur totale est portée à 1 252 km (treizième place en Europe). La partie du cours située en Tchéquie a une longueur de 364 km tandis que celle située en Allemagne qui court de la frontière tchèque jusqu’à la mer du Nord a une longueur de 727 km. Le bassin drainé par le fleuve a une surface d’environ 148 000 km2. Le débit moyen de l'Elbe est de 710 m3/s ce qui en fait le quatrième fleuve d’Allemagne après le Rhin, le Danube et l’Inn. L’Elbe traverse d’abord le Nord de la Bohême tchèque en décrivant un grand arc, puis traverse l’Allemagne en passant en particulier par les villes de Dresde, Magdebourg et Hambourg avant de se jeter dans la mer du Nord à Cuxhaven. Pendant la séparation des deux Allemagnes jusqu’en 1990, l’Elbe servait de frontière sur une partie de son cours. Il était à l’époque fortement pollué en particulier par les métaux lourds mais la qualité de l’eau s’est fortement améliorée durant les années 2000.[réf. nécessaire]

## Le cours de l’Elbe
[réf. nécessaire]

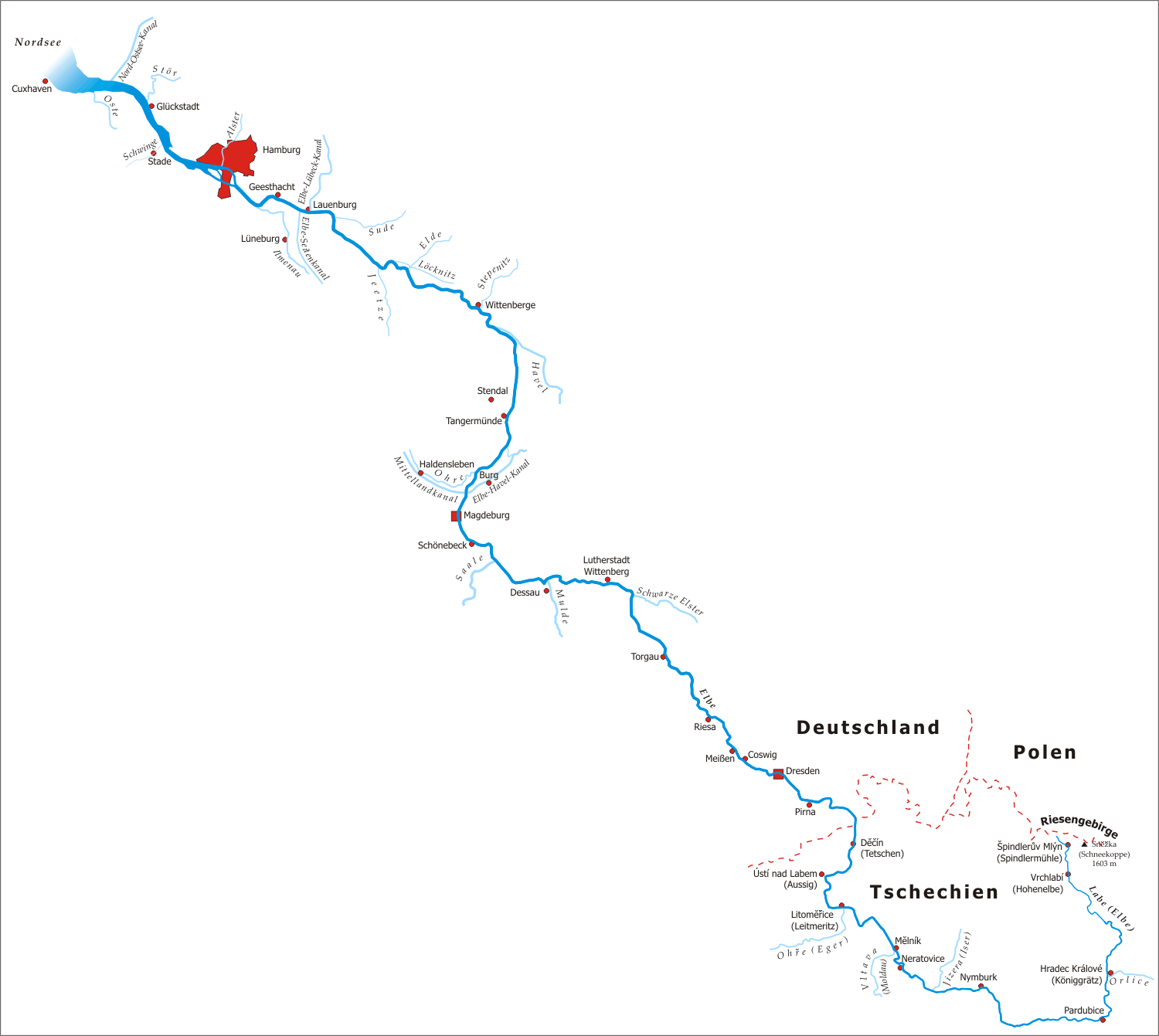
Le cours de l'Elbe.

Le cours de l'Elbe est situé sur le territoire de l'Union européenne. Elle possède un vaste bassin fluvial et est au centre d'un ensemble de canaux constituant un réseau de communications entre Rhin et Baltique.
Le fleuve irrigue la Tchéquie, où il prend sa source dans les monts des Géants, et l'Allemagne, où il se jette dans la mer du Nord après avoir traversé les Länder de Saxe, Saxe-Anhalt, Basse-Saxe et Schleswig-Holstein, ainsi que la ville-État de Hambourg. Dans chacun de ces deux pays, l'Elbe constitue la deuxième voie fluviale navigable d'importance (respectivement après la Vltava (en tchèque : Vltava) et le Rhin). Son débit augmente de 324 m3/s à Dresde jusqu'à 711 m3/s à Neu-Darchau (Basse-Saxe).

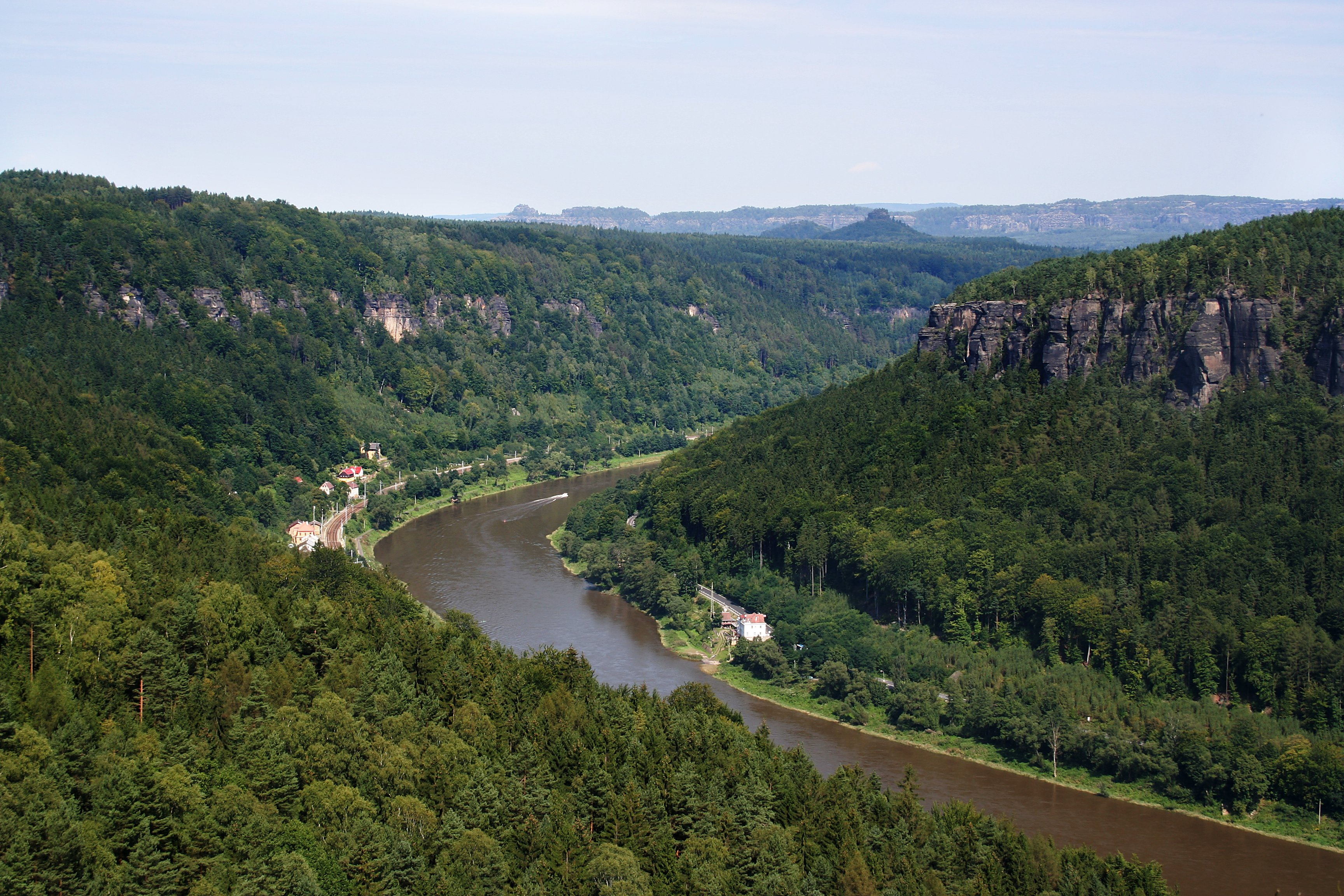
L’Elbe en Bohême suisse entre Děčín et Hřensko.

### Le cours supérieur
Le cours supérieur va de la source du fleuve jusqu’au point où le fleuve perd son caractère montagnard après avoir achevé sa traversée des monts de Bohême.

#### Cours supérieur en Tchéquie
L’Elbe prend sa source sur le territoire de la commune de Špindlerův Mlýn, dans les monts des Géants (Krkonoše), en Tchéquie. Elle s'en éloigne ensuite en prenant une direction sud à sud-est, à l’opposé de celle de qu’elle suivra par la suite. À compter de Pardubice, son cours, après un brusque coude, prend une direction ouest puis, peu après, une direction nord-ouest qu'elle maintient par la suite à de rares exceptions près. À Mělník, l'Elbe est rejointe sur sa gauche par la Vltava qui avec ses 440 km est son affluent le plus long (à la confluence, l’Elbe a parcouru beaucoup moins de distance depuis sa source que la Vltava). À partir de Litoměřice, l’Elbe suit une direction nord-est sur près de 50 km puis quitte après Děčín le territoire de la Tchéquie. Le cours de l’Elbe en territoire tchèque est équipé de nombreux ouvrages de retenues qui ont été édifiés, pour la plupart d'entre eux, à compter des années 1950. Les Tchèques divisent le cours de l’Elbe sur leur territoire en Elbe supérieure (Horný Labe) jusqu’à Kolín, Elbe moyenne (Středný Labe) et Elbe inférieure (Dolný Labe), du confluent avec la Vltava jusqu’à la frontière tchèque.

#### Cours supérieur en Allemagne
Le cours supérieur en Allemagne débute par un grand méandre et prend ensuite la direction du nord-ouest. Après avoir traversé Dresde, la pente du fleuve décroit de plus en plus. Selon les critères géologiques et géomorphologiques le cours supérieur en Allemagne s’achève à Torgau, mais on peut considérer que le cours moyen commence à Riesa. La Commission internationale de Protection de l’Elbe a découpé le cours du fleuve en 1992 ; selon ce découpage, le cours supérieur s’achève au niveau du château de Hirschstein entre Meissen et Riesa, 96 km après le franchissement de la frontière germano-tchèque.

### Cours moyen

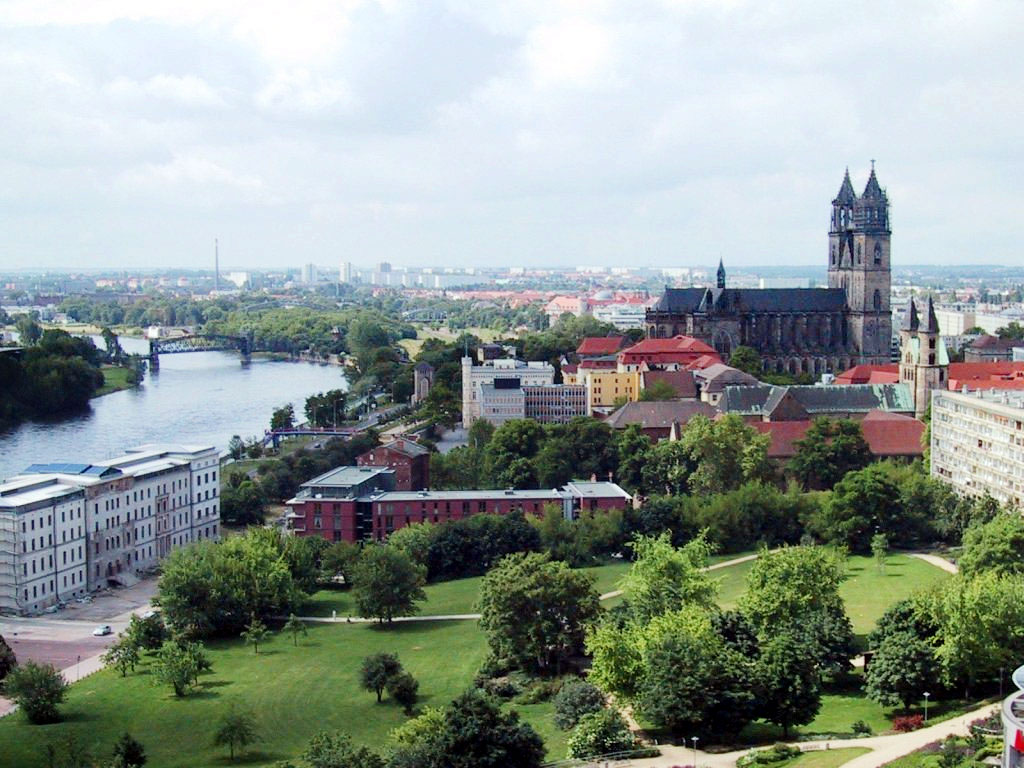
Vue de la cathédrale, du couvent Notre-Dame et du bras ouest de l'Elbe (Stromelbe) à Magdebourg.

Sur son cours moyen, l’Elbe se comporte comme un fleuve de plaine. Il continue à couler vers le nord-ouest jusqu’à Magdebourg où son cours fait un brusque coude et durant 80 km suit une direction nord et parfois nord-est. Après la confluence avec la Havel, son affluent droit le plus long, l’Elbe reprend une direction nord-ouest. Peu avant Hambourg, au niveau du barrage de retenue de Geesthacht, l’Elbe atteint son cours inférieur.

### Cours inférieur

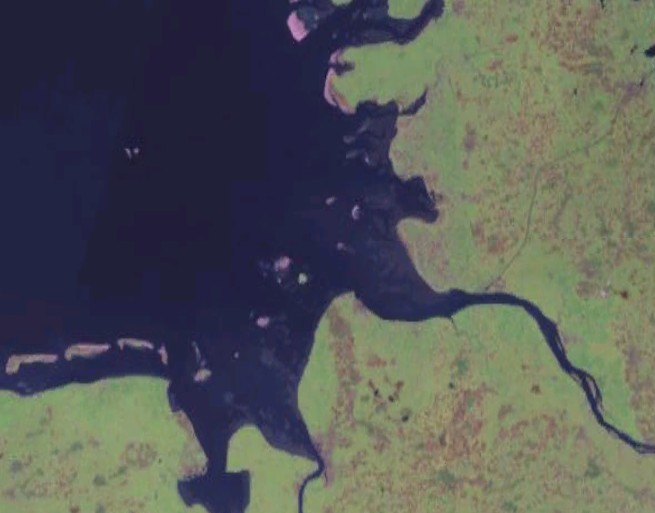
Cours inférieur et estuaire de l’Elbe ainsi qu’une partie du golfe allemand.

Le cours inférieur comprend, dans une acception large, la partie du cours du fleuve placée sous l’influence des marées, qui démarre à compter de la retenue de Geesthacht, dans un sens plus restreint il se limite à l’estuaire, formation typique des fleuves soumis aux marées. À marée haute le niveau du fleuve est supérieur de 3,60 m à celui de la mer du Nord. Bien que le flot ramène les eaux en amont à chaque marée, l'eau du cours inférieur du fleuve n'est pratiquement pas salée. À Tidenstau, à la limite du cours moyen et du cours inférieur, le fleuve donne naissance à un delta dont il ne subsiste aujourd’hui que les bras de l’Elbe Nord et de l’Elbe Sud : en effet au Moyen Âge les bras de l’Elbe Dove et de l’Elbe Gose ont été endigués pour former le Vierlande et les bras situés entre l’Elbe nord et sud ont été utilisés pour agrandir le port de Hambourg aux XIXe et XXe siècles. L’estuaire est d’une largeur comprise entre 1 et 2,5 km sur au moins 15 km entre Brunsbüttel et Cuxhaven. Il subsiste encore quelques-unes des très nombreuses iles qui parsemaient autrefois cette portion de l’estuaire, les autres ayant été intégrées aux rives du fleuve lorsque celui-ci fut endigué.

### Elbe extérieur
L’Elbe extérieur désigne le prolongement de l’estuaire dans la mer des Wadden. Dans la zone de hauts-fonds de 20 km de large, située entre l’Elbe extérieure et la Weser extérieure, se situent les îles de Neuwerk et de Scharhörn qui font partie du territoire de la ville de Hambourg.

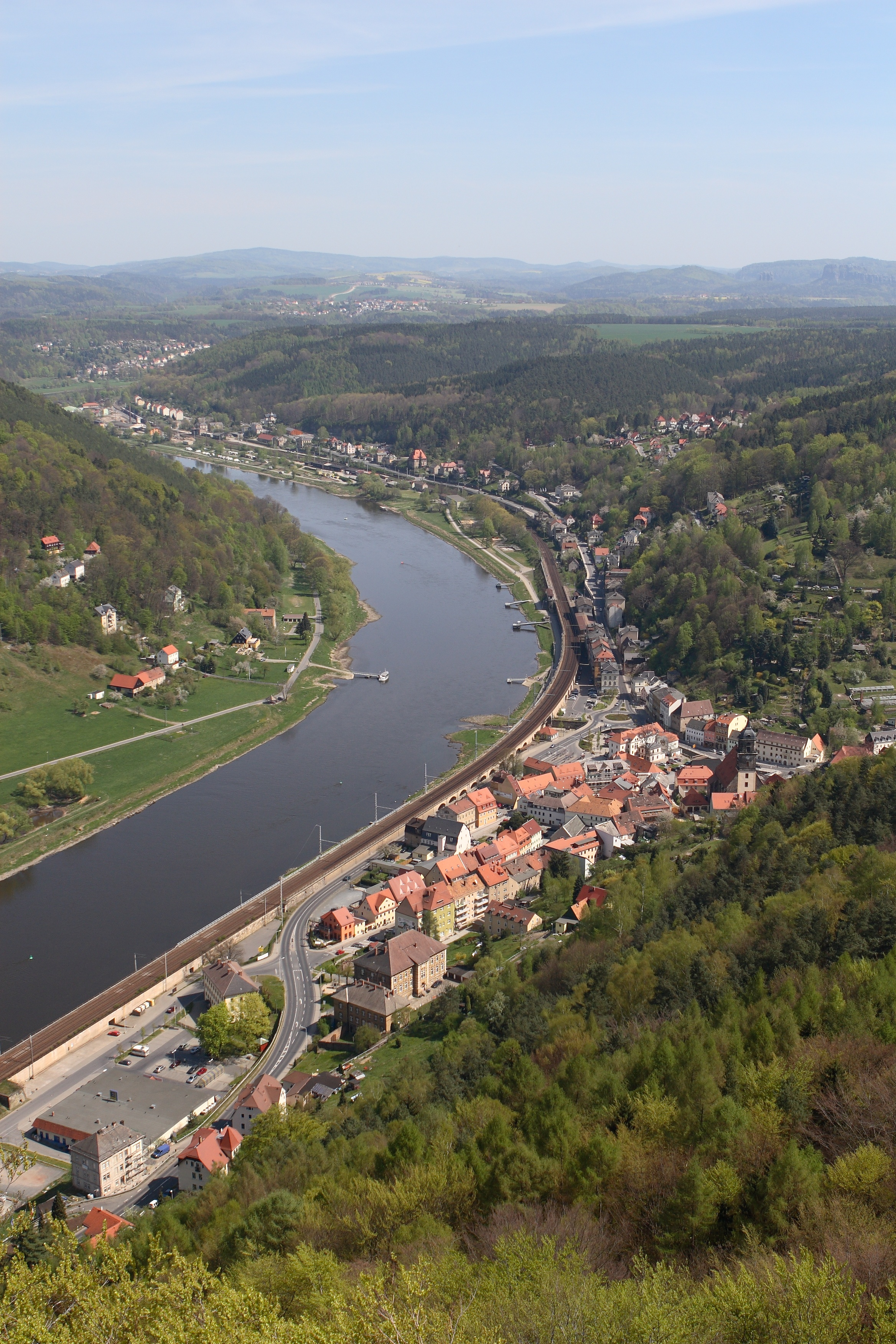
L'Elbe vue du Königstein (Saxe).

## Hydrologie
Le bassin de l'Elbe s'étend essentiellement sur l'Allemagne pour 80 657 km2 et la Tchéquie pour 51 394 km2. L'Autriche et la Pologne étant également concernées par des affluents, le bassin a été reconnu comme biosphère transfrontalière alors qu'une réserve naturelle a été constituée sur 400 km de fleuve. Cette dernière couvre près de 3 700 km2.

### Vitesse du courant
En moyennes eaux, l’eau de l’Elbe met 8 jours pour aller de la frontière germano-tchèque jusqu’à Geesthacht à Hambourg. Sur cette portion dépourvue de barrages et d’une longueur de 586 km, la vitesse moyenne du courant est de 3 km/h ou 50 m/min. Cette valeur peut varier de manière significative selon l’époque de l’année.
L’estimation de la vitesse du courant sur le cours supérieur situé en Tchéquie n’est pas possible compte tenu du grand nombre de retenues.
Sur le cours inférieur, les marées ont une influence prépondérante sur la vitesse du courant. La circulation de l’eau se fait à une vitesse nettement inférieure à celle du courant qui se modifie brusquement à chaque changement de marée. Ainsi l’eau met de 1 à 2,5 jours pour effectuer le trajet sur le cours moyen de l’Elbe entre Schnackenburg et Gessthacht (soit 110 km) alors qu’elle met de 4 à 70 jours pour aller de Geesthacht à la mer du Nord (110 km également).

### Gel de l'Elbe
La surface de l'Elbe ne gèle complètement qu'au cours des hivers les plus rudes. À Dresde, l'Elbe a gelé pour la dernière fois - au point de permettre sa traversée à pied - en 1963 (du 21 janvier au 6 mars 1963). Les épisodes précédents se situaient en 1954, 1947, 1929, 1902 et 1901. L'épaisseur de glace peut aller jusqu'à 80 cm. Entre 1775 et 1900, l'Elbe a été gelée sur toute sa surface 37 fois. À la hauteur de Lüchow-Dannenberg, on a pu traverser à pied le fleuve pour la dernière fois durant l'hiver 1995/1996. Sur son cours moyen, l'Elbe a tendance à geler plus tôt à cause de la faible vitesse du courant. Le gel du fleuve est rendu plus difficile sur les portions situées en aval des centrales nucléaires à cause des rejets des eaux de refroidissement.
Il se forme par contre fréquemment des glaces flottantes qui sous l'action du courant et des chocs se fragmentent en glaçons aux formes arrondies. Lors des débâcles importantes, la circulation des navires (en particulier celles des bacs) doit être interrompue. Au niveau du bief de Geesthacht, il est alors nécessaire de faire appel à un brise-glaces.
Durant les crues hivernales de 1784, 1799 et 1845, les glaces en s'accumulant abimèrent les digues et formèrent même un barrage sur le fleuve entrainant l'accumulation des glaces au niveau des ponts. De telles situations se sont également produites plus récemment au Bunthäuser Spitze, lieu où les bras de l'Elbe Nord et l'Elbe Sud se séparent.

## Les affluents

Les affluents de l’Elbe.

L’affluent de l’Elbe le plus important est la Vltava (en allemand : Moldau) longue de 440 km, qui rejoint l’Elbe près de Mělník un peu au nord de Prague, à 279 km de la source de l’Elbe. À la jonction des deux rivières, la Moldau a un débit de 150 m3/s, supérieur à celui de l’Elbe à cet endroit, si bien qu’on devrait dire que l’Elbe se jette dans la Moldau. Par le biais de la Vltava, le bassin de l’Elbe s’étend à de petites parties de la Bavière et de l’Autriche.
Le deuxième grand affluent est la Saale longue de 413 km dont le débit est de 115 m3/s et qui rejoint l’Elbe à Barby. Le bassin de cette rivière comprend l’ouest de la Saxe, la plus grande partie de la Thuringe et l’est du Hartz mais elle prend sa source dans le massif des Fichtel en Bavière.
La Havel est avec ses 325 km le plus long des affluents droits de l’Elbe. Son débit moyen à sa confluence avec l’Elbe près de Havelberg est de 105 m3/s. Si on prend en compte son affluent la Spree, elle est avec ses 560 km le plus long affluent de l’Elbe.
L'Ohře (en allemand : Eger) a une longueur de 291 km. Son cours suit le graben de l'Eger et le sud des monts Métallifères. La rivière prend sa source dans le Fichtelgebirge — comme la Saale et le Main — et rejoint l’Elbe à proximité de la ville tchèque de Litoměřice (en allemand : Leitmeritz).
La Mulde (124 km mais 290 km avec la Mulde de Zwickau) commence à Colditz à la jonction de la Mulde de Freiberg (124 km) et la Mulde de Zwickau (166 km). Elle draine la majeure partie des eaux du massif du Hartz.
L'Elde (220 km) rejoint l'Elbe à Dönitz dans le Mecklembourg. Sur une grande partie de son cours elle a été canalisée pour permettre la circulation des navires entre l'Elbe et les lacs de Schwerin et de Müritz.
L'Elster Noire (en allemand : Schwarze Elster) est avec ses 188 km le deuxième affluent droit par sa longueur. Elle prend sa source en Haute Lusace quelques kilomètres à l’ouest de la vallée de la Spree. Elle traverse des régions sableuses et de marais et transporte peu de sédiments contrairement à l’Elster blanche (affluent de la Saale qui coule sur presque toute sa longueur dans des terrains argileux).
L’Oste (153 km) rejoint l’Elbe au niveau de son estuaire. Elle est reliée aux affluents de la Weser par un canal qui traverse les marais de Teufelsmoor mais cette liaison n’est plus utilisée aujourd’hui par les navires.
La rivière Ploučnice (en allemand : Polzen), 102 km, récupère les eaux du flanc sud des massifs des Elbsandsteingebirge et des monts de Lusace et rejoint l’Elbe à Děčín (Tchéquie) quelques kilomètres au sud de la frontière germano-tchèque.

## Histoire et culture

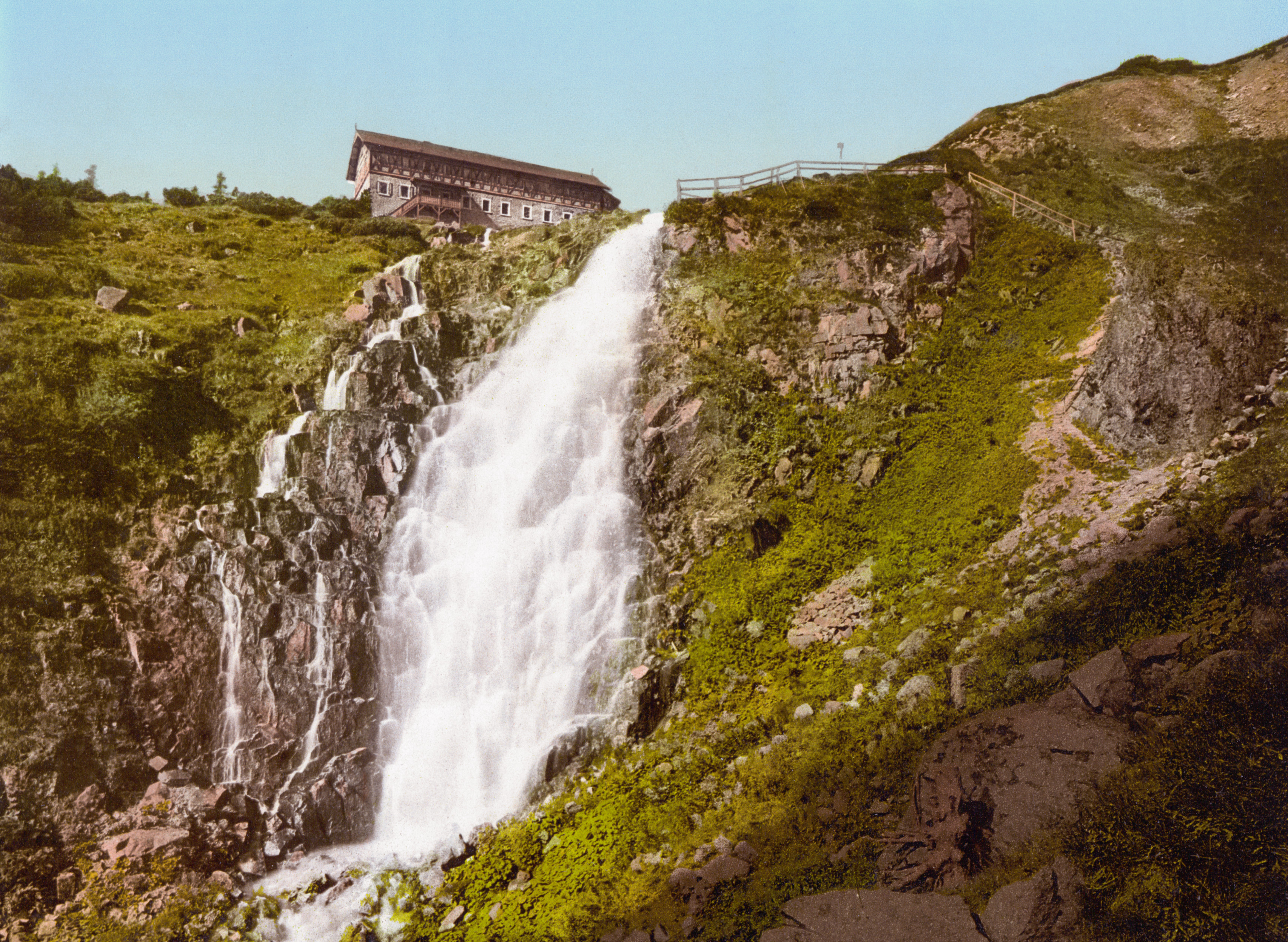
La chute de l'Elbe dans le massif des Géants (1900).

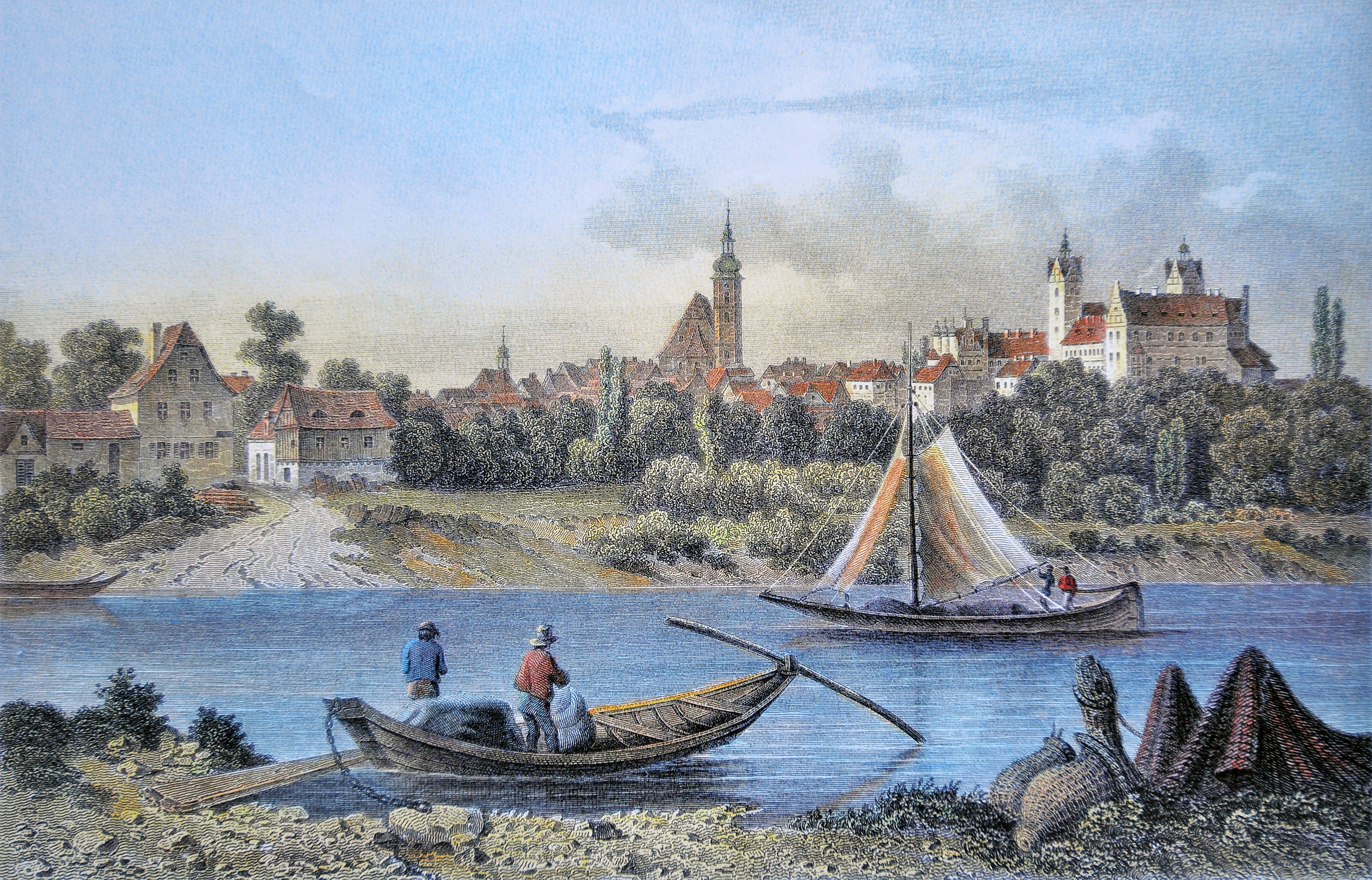
L'Elbe à Strehla, en Allemagne, au XIXe siècle.

L'Elbe est cité pour la première fois à l'écrit par le géographe Strabon.
Les Romains atteignent ses rives en -9.
Le vaste bassin de l'Elbe a d'abord constitué une voie importante de communication entre le nord et le sud de l'Europe. Les peuplades protohistoriques, Germains puis Slaves, l'ont parcourue au cours de leurs migrations à l'époque romaine puis durant le haut Moyen Âge.
Le fleuve a également joué le rôle de frontière naturelle importante, tantôt ouverte tantôt fermée.
Au IXe siècle, l'Elbe marque la limite orientale de l'Empire des Francs de Charlemagne.
À partir de 930, l'Elbe constitue la frontière ouverte entre Slaves et Saxons (source : Histoire des Saxons, du moine Widukind, de l'abbaye de Corvey). Cette frontière sera le théâtre d'affrontements entre eux durant quasiment tout le Moyen Âge.
Glückstadt a été fondée par Christian IV de Danemark en 1617, dans l'estuaire de l'Elbe, dans le Brandebourg et fortifiée en 1620. Elle est devenue immédiatement un important centre commercial, en compétition avec Hambourg, située également sur l'Elbe.
Dès les années 1640, des bateaux isolés partaient de Gluckstadt, dans la partie de la région du port de Hambourg sous domination danoise. Ces navires partaient pour la Guinée, grâce à des licences délivées par le roi de Danemark, avec des marchands hambourgeois comme actionnaires et coarmateurs, mais aussi des bailleurs de fonds d'Amsterdam. Parmi eux, le dernier partir en décembre 1649.
En 1821, la liberté de navigation de la Bohême à la mer du Nord est codifiée par l'acte de l'Elbe.
Possession allemande au début du XXe siècle, l'Elbe devient internationale avec le traité de Versailles en 1919.
En 1936, l'accord de l'acte de l'Elbe est unilatéralement rompu par le régime nazi qui l'annexe.
En 1945, les troupes soviétiques et américaines qui ont envahi l'Allemagne nazie opèrent leur jonction sur l'Elbe à Torgau.
L'industrie tchèque et allemande mais aussi l'agriculture, par le biais des pesticides qui y étaient déversés, ont contribué durant le reste du XXe siècle à faire de l'Elbe un « fleuve mort sur le plan écologique » (dans la région de Dresde, en 1990).
À la fin des années 1990, une prise de conscience a amené la naissance d'un important programme d'action écologique, dressé jusqu'en 2010. Celui-ci a notamment permis la réintroduction du saumon dans le fleuve.
L'Elbe a subi une crue exceptionnelle en août 2002.

## Villes régions et infrastructures

### Villes
Les plus grandes villes sur l'Elbe en Tchéquie sont Hradec Králové, Pardubice et Ústí nad Labem (qui ont toutes trois une population de près de cent mille habitants). 
Les principales villes allemandes de l'amont vers l'aval sont Dresde, Magdebourg et Hambourg.
Les principales villes moyennes sur l'Elbe sont Děčín, Pirna, Meißen, Riesa, Torgau, Wittemberg, Dessau-Roßlau, Wittenberge, Wedel, Cuxhaven et Stendal.
Des zones d'habitat denses existent par ailleurs le long des rives du fleuve à la périphérie de Hambourg, Dresde et Magdebourg.

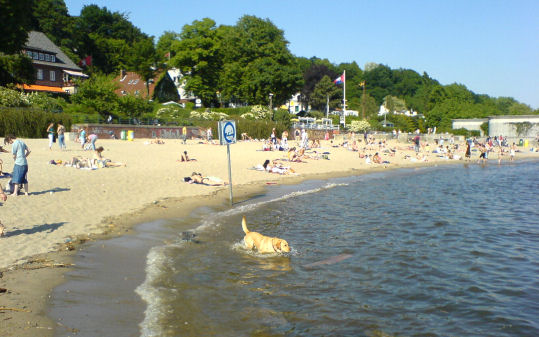
Plage sur l'Elbe à Hambourg-Övelgönne.

Si on compare l'Elbe avec les autres grands fleuves allemands comme le Rhin et le Main, les rives de l'Elbe sont relativement peu peuplées. Ce n'est pas le cas par contre de certains de ses affluents comme l'Havel (qui traverse Berlin), la Vltava (Prague) ou la Saale (Halle et Leipzig) qui sont bien plus densément peuplées. L'absence d'habitat urbain dense a permis de préserver sur d'importantes sections du cours moyen les paysages naturels.

### Canaux
- Mittelland
- Havel-Elbe
- Elbe
- Elbe-Lübeck

### Franchissement de l’Elbe

#### Les principaux ponts et tunnels

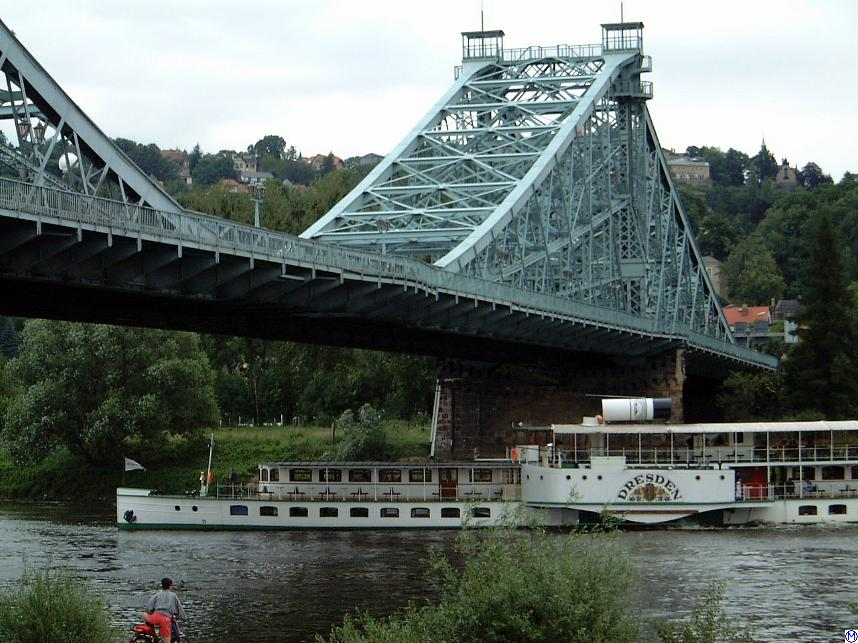
Bateau à vapeur de Dresde sous le Blaues Wunder.

Le pont le plus célèbre sur la partie allemande de l'Elbe est le pont Loschwitzer, plus connu sous le nom de « Miracle bleu » ou « Merveille Bleue » (Blaues Wunder). Le pont fut construit en 1893 et est considéré aujourd'hui comme un témoin des avancées techniques de l'époque. Le Blaues Wunder est le cinquième pont compté à partir de la frontière tchèque.
Sur le cours inférieur, le pont routier de Dömitz situé sur la Bundesstraße 191 est remarquable. Ce pont long de 970 mètres ouvert à la circulation en 1936 relie la Basse-Saxe au Mecklembourg. La construction, qui comporte une arche de 178 mètres, a été rénovée dans les années 1990 ; il s'agit du seul pont routier sur le tronçon de 115 km entre Wittenberge et Lauenburg, les autres moyens de traversée sur ce tronçon étant uniquement constitués par des bacs à passager et des bacs pour voitures.
Deux kilomètres en amont existait autrefois un pont ferroviaire dit de Dömitz utilisé par l'ancienne ligne de chemin de fer Winttenberge-Buchholz. Ce pont a été détruit durant la Seconde Guerre mondiale.
Pour la circulation routière et ferroviaire, les derniers ouvrages permettant la traversée de l'Elbe avant l'estuaire se situent à Hambourg : ce sont le pont sur l'Elbe de Hambourg ainsi que l'ancien et le nouveau tunnel sous l'Elbe. Le nouveau tunnel sous l'Elbe qui est utilisé par l'autoroute fédérale A7 est un des goulets d'étranglement du trafic routier en Allemagne du Nord.

#### Lesbacsde l'Elbe
Elbe supérieur

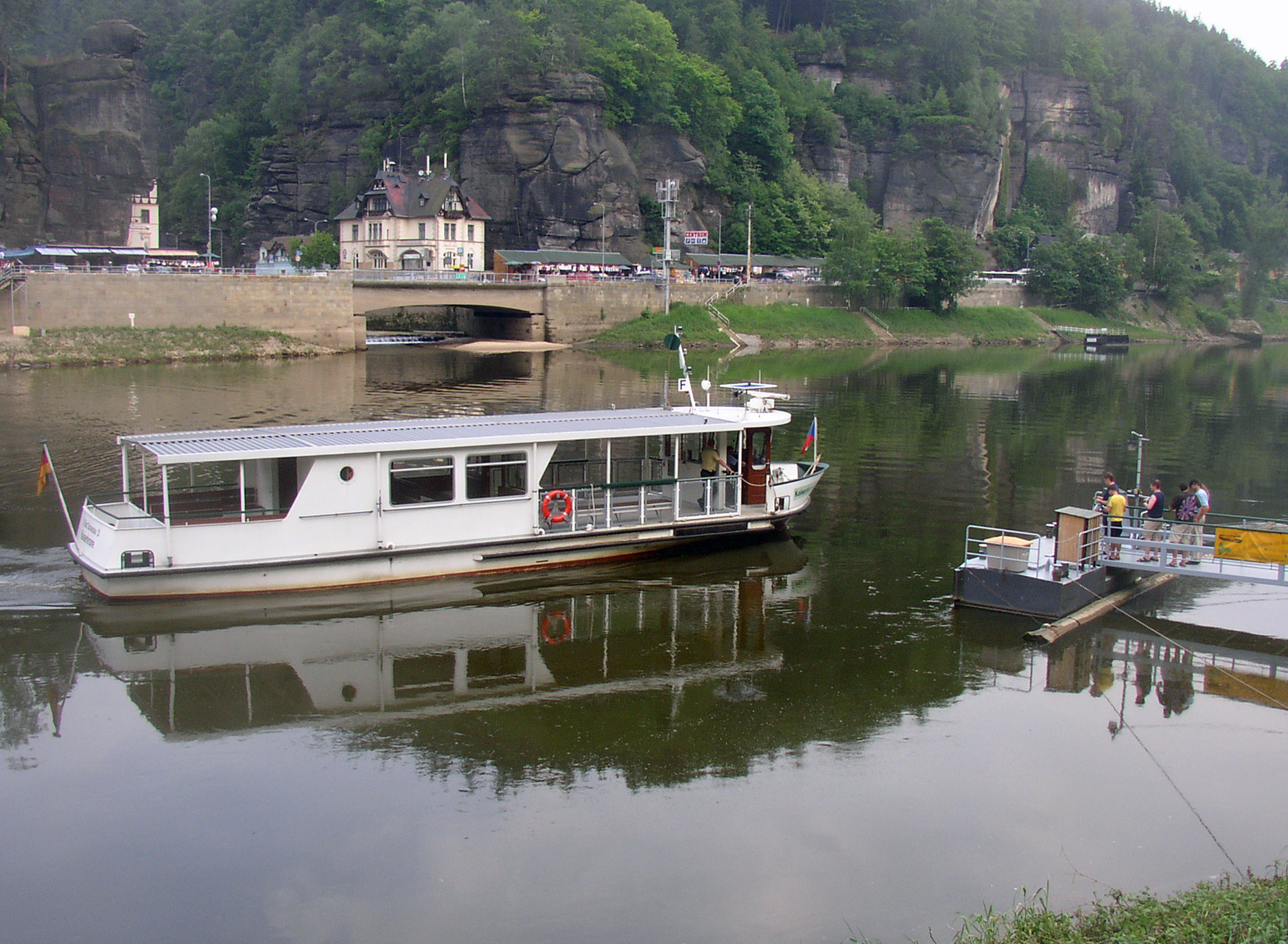
Le bac transfrontière de Schöna près de Hřensko.

Presque tous les bacs situés sur l'Elbe supérieur sont gérés par l'Union des transports de l'Elbe supérieure (qui a son siège à Dresde). La densité des bacs est particulièrement élevée dans la Suisse saxonne où les bacs desservent le Parc National depuis les arrêts du S-Bahn de Dresde situés sur la rive gauche. À Dresde, il existe trois bacs : le bac du château près du château de Pillnitz permet le transport des véhicules. Dès l'Elbe supérieur il existe de longues portions du fleuve qui sont dépourvues d'ouvrages de franchissement : ainsi entre Meissen et Riesa, le tronçon du fleuve long de 25 km est dépourvu de pont et seuls existent deux bacs.
Elbe moyen

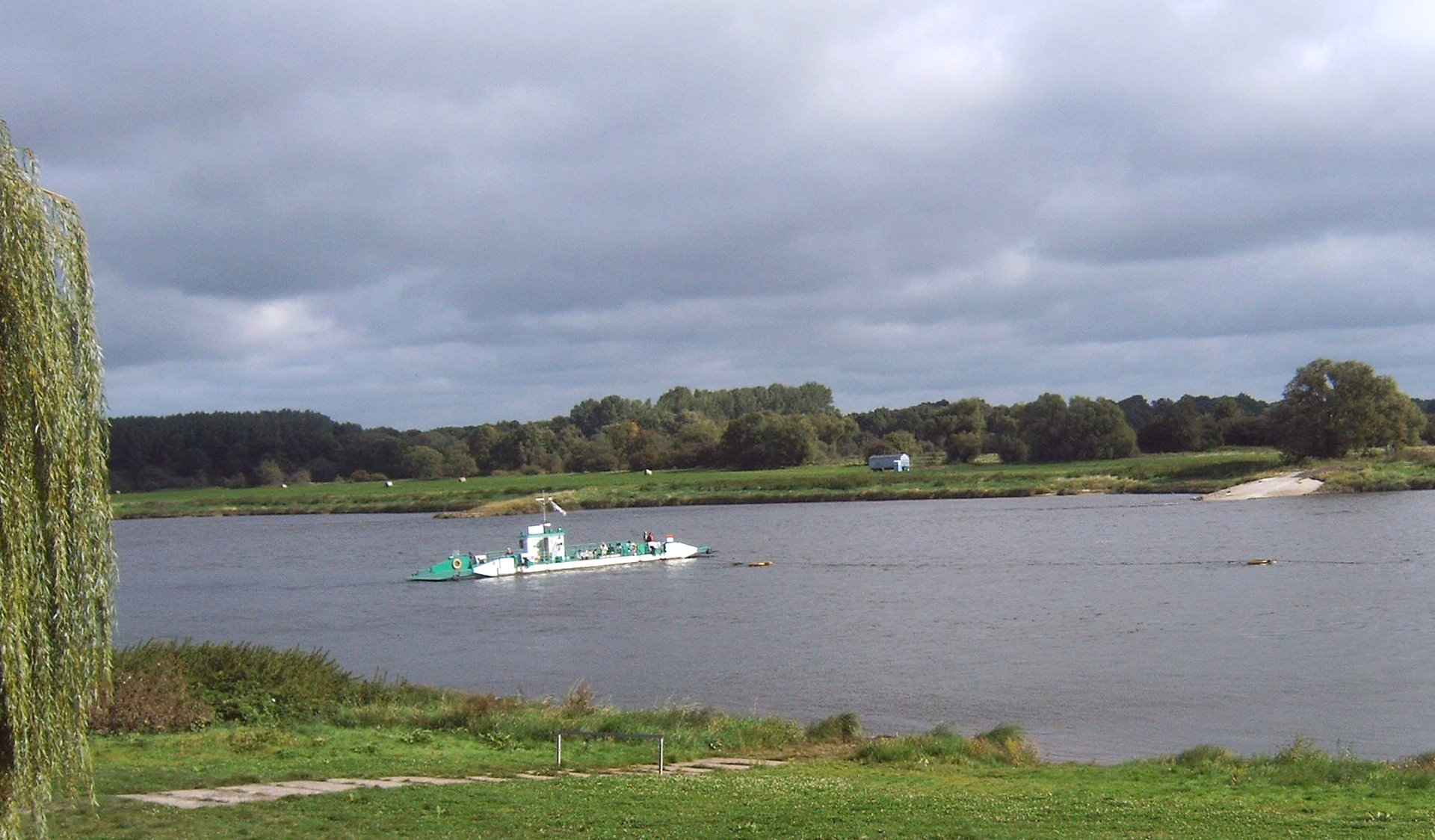
Bac à câble près de Magdebourg-Westerhüsen.

La distance entre les ponts est plus réduite, mais reste relativement importante sur l'Elbe moyenne. Aussi les très nombreux bacs jouent un rôle important pour le trafic local (tous modes confondus). De nombreux bacs en particulier sur la partie supérieure de l'Elbe moyenne sont des bacs à traille qui sont propulsés d'une rive à l'autre grâce à la poussée du courant captée de manière ingénieuse. Bien que plus écologique, ce type de bac peut entrainer des temps d'attente plus longs que sur les bacs motorisés durant les périodes de hautes-eaux. Les bacs près de Sandau et Havelberg sont propulsés en fonction de la hauteur des eaux et de la période de l'année soit par ce système soit grâce à leurs moteurs.
Elbe inférieur

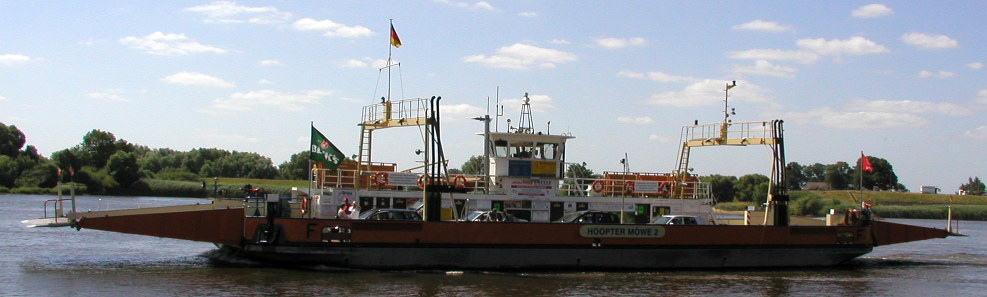
Bac sur l'Elbe à Zollenspieker.

Le bac pour automobile Zollenspieker–Hoopte qui assure la navette entre Vierlanden (de) à Hambourg et la Basse-Saxe près de Winzen (Luhe) siège de l'arrondissement de Harburg, est utilisé de manière prépondérante par les touristes et effectue la traversée de mars à novembre avec une fréquence de 10 minutes.
Dans l'agglomération de Hambourg, les navires de la compagnie HADAG sont utilisés comme des bacs essentiellement pour relier les embarcadères de St Pauli avec Altona et le pont du Diable à Finkenwerder, ainsi qu'avec Blankenese et Cranz.
Immédiatement en aval de l'agglomération de Hambourg circule toute l'année un bac à passagers entre Lühe (vieux pays) et Schulau (Wedel). Il existe également un bac catamaran rapide « le bac Elbe City Jet », particulièrement intéressant pour les banlieusards, qui assure la liaison entre Hambourg Blankenese, Lühe et Stadersand (ville).
Le bac le plus important de l'Elbe inférieur est le bac pour automobiles entre Glückstadt et Wischhafen, qui, avec 4 bateaux, assure une navette cadencée à 20 minutes pour une durée de traversée de 25 minutes. Il est particulièrement intéressant pour les vélos à qui sont épargnés les très longs temps d'attente très fréquents pour les véhicules.
Le bac entre Cuxhaven et Brunsbüttel est toujours en fonction. De nos jours, il ne circule que deux fois par semaine durant les six mois les plus chauds.